# Éric Pfrunder
Pour les articles homonymes, voir Pfrunder.
Éric Pfrunder, né le 11 juin 1948 à Constantine (alors en Algérie française) et mort le 5 décembre 2022 à Paris 14e,, a été le directeur artistique de maison Chanel. Il en a été d’abord le directeur de l’image, après y être entré en 1983. En mai 2021, il quitte Chanel.
Après le décès du directeur artistique de Chanel Karl Lagerfeld, le président de la maison de haute couture nomme Virginie Viard à sa succession, et Eric Pfrunder à la direction artistique.
Éric Pfrunder a notamment permis à Karl Lagerfeld de devenir directeur de la photographie de l’entreprise Chanel.